# Асейчев, Анатолий Алексеевич
Анатолий Алексеевич Асейчев (25 декабря 1900 г., Скурыгино, Московская губерния, Российская империя — 3 июля 1942, Москва) — советский военачальник, генерал-майор (1941).

## Биография
Анатолий Алексеевич Асейчев родился в семье рабочего деревни Скурыгино Молодинской волости Подольского уезда Московской губернии.
В 1913 году окончил сельскую школу, в 2019 году прошел обучение в техникуме № 2 г. Москвы.

## Воинская служба
Призван на воинскую службу в Русскую Императорскую Армию в июне 1916 года, рядовым 377-го пехотного полка. 
Воевал на Западном фронте рядовым в команде конных разведчиков 134-й пехотной дивизии, был ранен. В 1917 г. демобилизован.
В рядах РККА с апреля 1919 года, доброволец.Участник Гражданской войны.с октября 1919 г. - делопроизводитель строевой части технического эскадрона Московской кавалерийской дивизии. 
С февраля 1920 г. - политрук технического эскадрона 1-й Московской кавалерийской дивизии. С июля 1920 г. - помощник военкома и военком дивизиона связи 1-й Московской кавалерийской дивизии. С июля 1921 г. - пом. военкома 55-го кавалерийского полка 10-й кавалерийской дивизии. С октября 1921 г. - врид военкома 60-го кавалерийского полка. С апреля 1922 г. - секретарь военкома дивизии 10-й кавалерийской дивизии (с июля 1922 – 6-я Алтайская кавалерийская бригада).
С августа 1922 г. по сентябрь 1924 г. - обучался в Высшей кавалерийской школе г. Ленинград. Последующие годы службы в кавалерийских частях РККА:
- С сентября 1924 г. - назначен помощником командира 1-го сабельного эскадрона 1-го кавалерийского полка 2-й отдельной Кавказской кавалерийской бригады.
- С февраля 1925 г. - помощник начальника школы 64-го кавалерийского полка. С октября 1925 г. - командир-политрук 1-го сабельного эскадрона 64-го кавалерийского полка 2-й отдельной Кавказской кавалерийской бригады .
- С ноября 1926 г. - в должности командира-политрука эскадрона 73-го кавалерийского полка 5-й отдельной Кубанской кавалерийской бригады.
- С 24 октября 1927 г. - врид начальника штаба 73-го кавалерийского полка. С января 1928 г. - начальник команды  9-й отдельной кавалерийской бригады (Сибирский ВО).
- С июля 1928 г. - врид начальника штаба 86-го кавалерийского полка 9-й отдельной кавалерийской бригады.
- С апреля 1929 г. начальник полковой школы 78-го кавалерийского полка 10-й Северо-Кавказской кавалерийской дивизии.

С 1931 по 1934 годы слушатель Военной академии РККА им. М. В. Фрунзе.
После учебы в академии, с мая 1934 г. назначен начальником штаба 2-го тяжёлого танкового полка (г. Стрельня, Павловск, Ленинградский ВО). 
Через год, с мая 1935 г. - начальник штаба 9-й механизированной бригады (с 1938 г. 39-я легкотанковая бригада) Ленинградского ВО, где прослужил до 1940 года.
С июля 1940 г. - начальник штаба 18-й танковой дивизии (формировал дивизию в Калуге). К 1 октября 1940 г. дивизия была сформирована. 
С марта 1941 г. - начальник штаба 21-го механизированного корпуса.
В Великой Отечественной Войне с июня 1941 года. В составе 21-го  мехкорпуса под командованием генерал-майора Дмитрия Данилова Лелюшенко на Северо-Западном фронте.23 августа 1941 г. корпус был расформирован.
На ноябрь 1941 г. - Начальник Автобронетанкового отдела 52-й армии. В декабре 1941 г. был командиром 267-й стрелковой дивизии.
С 15 февраля 1942 полковник А. А. Асейчев формировал в Сталинградском АБТЦ 85-ю танковую бригаду. В мае 1942 г. она была направлена на Юго-Западный фронт в район г. Купянск, где участвовала во фронтовом контрударе с целью остановить наступление волчанской группировки противника, затем в составе 21-й армии – в Воронежско-Ворошиловградской оборонительной операции.
2 июля 1942 года  под Воронежем в окрестностях села  Красное направляясь на автомобиле в штаб, у моста попал под авианалет, где был смертельно ранен, умер  в госпитале, похоронен в братской могиле № 162 села Коротояк Острогожского района.

## Воинские звания
- подполковник
- полковник
- генерал-майор танковых войск (Постановление СНК СССР № 2057 от 11.09.1941).

## Награды
- орден Ленина (5.11.42) посмертно
- Орден Красного Знамени (31.8.1941)
- Орден Красной Звезды (19.10.1938)
- медаль ХХ лет РККА (22.2.1938)